# Willy Burmester

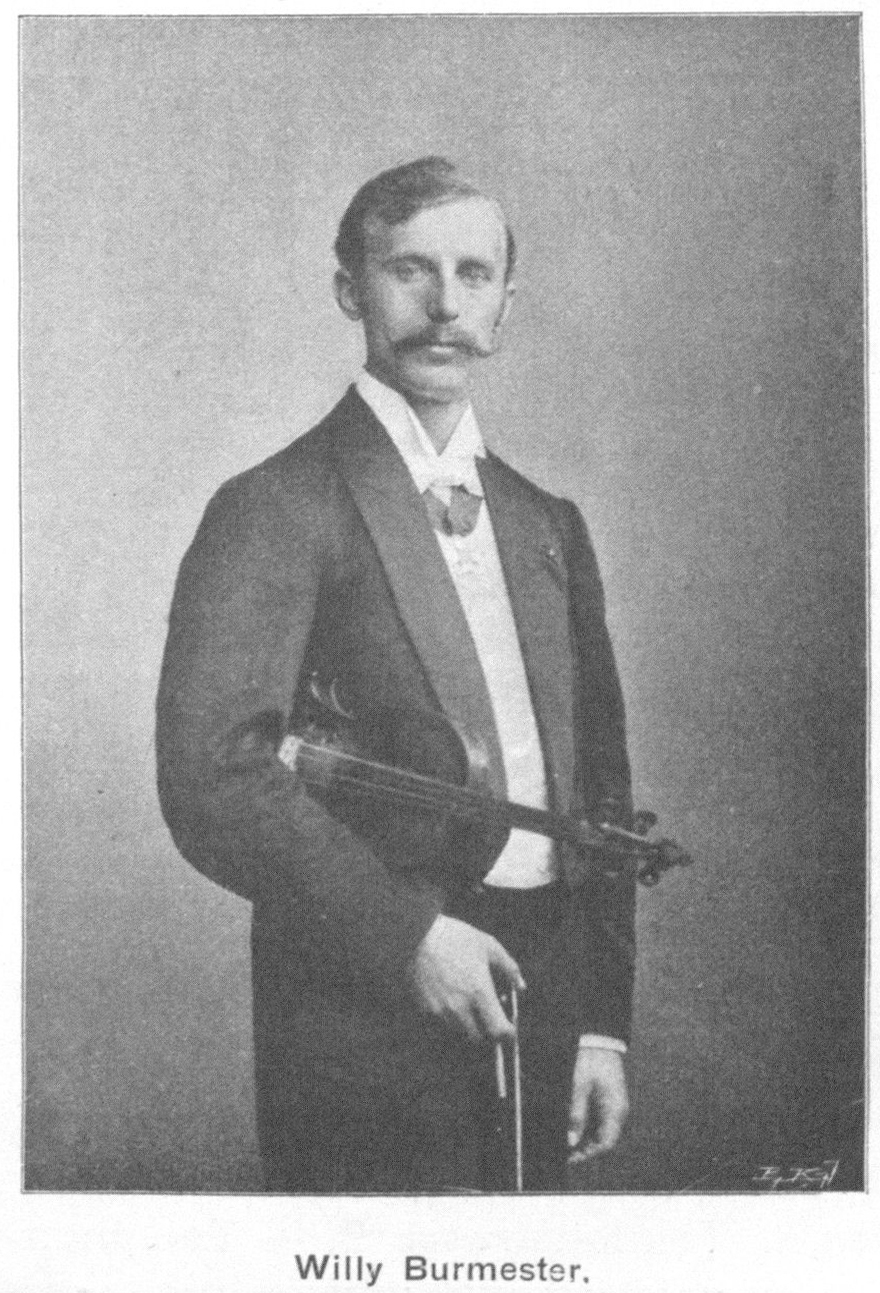
Willy Burmester um 1900

Willy Burmester (* 16. März 1869 in Hamburg; † 16. Januar 1933 ebenda; eigentlich Carl Adolph Wilhelm Burmester) war ein deutscher Violinist, Komponist und Herausgeber.

## Leben
Burmester studierte bei seinem Vater und von 1882 bis 1885 bei Joseph Joachim an der Königlichen Hochschule für Musik Berlin. Ab 1886 unternahm er Konzertreisen, wurde 1890 Konzertmeister in Sondershausen und lebte in Weimar, Helsingfors, Darmstadt und Berlin.
Er komponierte eine Serenade für Streichquartett und Kontrabass, veröffentlichte unter dem Titel Fünfzig Jahre Künstlerleben autobiographische Erinnerungen, bearbeitete Werke von Johann Sebastian Bach und Georg Friedrich Händel und schuf Fassungen für Violine und Klavier.
Das Violinkonzert von Jean Sibelius war ihm zugedacht. Allerdings kam es tatsächlich wegen anderweitiger Terminverpflichtungen Willy Burmesters nicht zu einer Uraufführung dieses Konzerts mit Burmester.
Burmester wirkte immer wieder bei Uraufführungen von Werken musikalischer Zeitgenossen mit. So übernahm er z. B. im Jahre 1898 in Mainz den Violin-Part in der Uraufführung des Klaviertrios No. 1 in cis-Moll op. 100 von Philipp Scharwenka.

## Ehrungen
- 22. Dezember 1907 – Verleihung des Ritterkreuzes I. Klasse des großherzoglich hessischen Verdienstordens Philipps des Großmütigen[5]